# 御津町 (岡山県)
御津町（みつちょう）は、かつて岡山県御津郡にあった町である。2005年（平成17年）3月22日に岡山市に編入され廃止された。現在は同市北区の御津地域となっている。

## 沿革

### 年表
- 1953年（昭和28年）4月1日 御津郡金川町・牧山村・宇垣村・宇甘東村・宇甘西村、赤磐郡五城村・葛城村の1町6村が合併し御津町が発足する。
- 1954年（昭和29年）4月1日 町内の旧・牧山村の一部が岡山市に編入される。
- 1956年（昭和31年）9月30日 赤磐郡布都美村の一部（残りは赤坂町・吉井町（ともに現・赤磐市））が編入となる。
- 2005年（平成17年）3月22日 児島郡灘崎町とともに岡山市に編入合併。
  - 合併後は、合併後5年間一定の予算編成権を持つ「御津合併特例区」（合併特例区は全国初）となり、特別職の区長（任期2年で、岡山市御津支所長を兼務する）が置かれ、一定の決定権を持つ特例区協議会が設置される。
- 2009年（平成21年）4月1日　岡山市が政令指定都市に移行し、御津地区の行政区は北区となる。御津支所はこの日から岡山市北区役所御津支所となる。
- 2010年（平成22年）3月21日　御津町合併特例区が廃止となる。

## 行政
1. 荒木伊三二 （1953年4月15日 - 1970年12月31日）
2. 白髭勝彦 （1971年1月30日 - 1991年1月29日）
3. 二宮基泰 （1991年1月30日 - 1999年1月29日）
4. 安信治雄 （1999年1月30日 - 2005年3月21日）

4代目町長の安信治雄は岡山市に編入合併した2005年3月22日から、岡山市御津合併特例区長兼岡山市（北区役所）御津支所長に就任し（2007年3月21日までは任期2年、それ以降は任期1年）、2010年3月31日の御津合併特例区廃止まで担当。

## 関連事項
- 岡山県の廃止市町村一覧
- 御津地域